# Welsh póni
A welsh póni melegvérű lófajta származási helye Wales, napjainkban az Egyesült Államokban is tenyésztik.

## Története
A welsh pónik története a kelta időkig nyúlik vissza. A brit szigetekre érkező kelták magukkal hozták keleti vérű lovaikat, amelyek az itteni észak-atlanti pónikkal keveredtek. A zord klímájú walesi tartományban az időjárás viszontagságai egyre ellenállóbbakká, szívósabbakká tették az itt élő apró termetű lovakat.
A welsh fajta a 11-12. század körüli időkből ered. Négy változata alakult ki a tenyésztés során, attól függően, hogy milyen funkciókra szánták:
1. "A" változat - Welsh mountain póni
2. "B" változat - Welsh riding póni
3. "C" változat - Cob tipusú Welsh póni
4. "D" változat - Welsh cob póni

Jól ismert tenyészmén: Arkelshof's Sunlight, a színe sárga, egyike azoknak a tenyészméneknek, amelyeknek nagy szerepe volt a B osztályú welsh pónik kialakításában.

## Jellemzői
Mind a négy típusra a kis fej, a széles homlok és nagy szemek jellemző. A fülei aprók, egymáshoz közel állnak. Nagy orrlyuka van, nyaka hosszú, a mar nem túl kifejezett, mellkasa mély, háta széles. Mellső lábai hosszúak, a bokák jól fejlettek. Megjelenésében tömegesebb, a felnőttek használják tereplovaglásra, illetve hajtásra. Nagyon népszerű az egész világon, mozgása energikus, rendkívül kiegyensúlyozott fajta. Hosszú élettartamú és nagyon jó munkakészséggel rendelkezik.